# Germanien

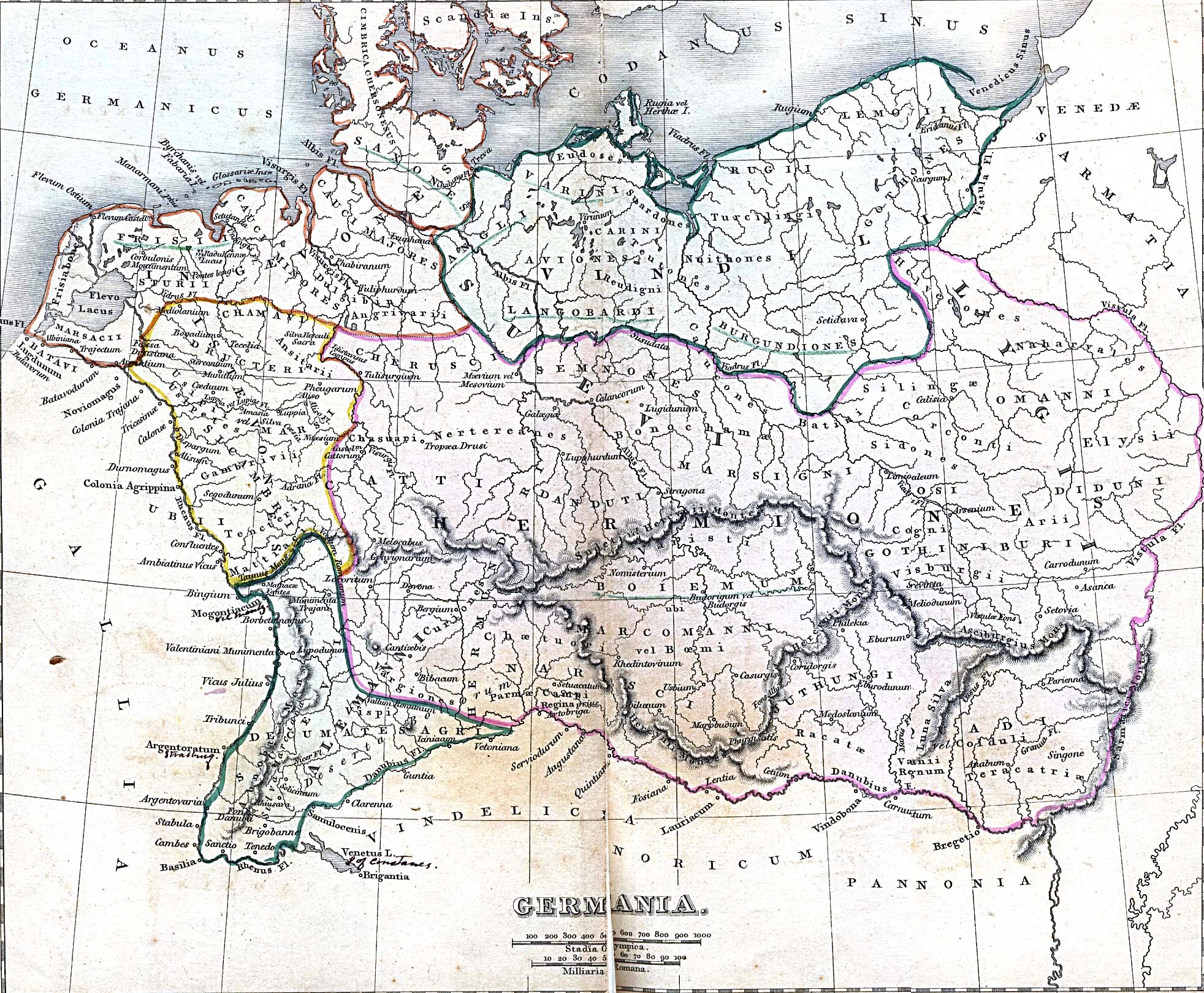
1800-talskarta över antikens Germanien

Germanien, latin Germania, var det namn som man i romerska riket använde för landområdet öster om Rhen och norr om Alperna, och som huvudsakligen beboddes av germaner, men även av balter, skyter samt keltiska och slaviska folkstammar. Var Germanien slutade och andra regioner tog vid var inte klart definierat. De olika folkslagen var delvis etniskt blandade. I söder slutade Germanien vid Alperna. Skandinavien, som beboddes av folk som talade germanska språk, räknas ibland också till Germanien. Germanerna talade urgermanska eller protogermanska som är ursprunget till dagens germanska språk. De centrala delarna av antikens Germanien motsvarar geografiskt ungefär det nutida Tyskland, ett land vars namn på många språk härstammar från antikens Germania eller Alemannia.
Germanien och germaner var romarnas benämning på området respektive folket i området, invånarna själva benämnde sig eller identifierade sig under antiken inte som "germaner". Germanien var heller ingen politisk enhet så till vida att det fanns en kung eller liknande som styrde över området. Germanien var uppdelat i en mängd stamfolk som troligtvis kunde samarbeta inför yttre hot, exempelvis från romarriket.

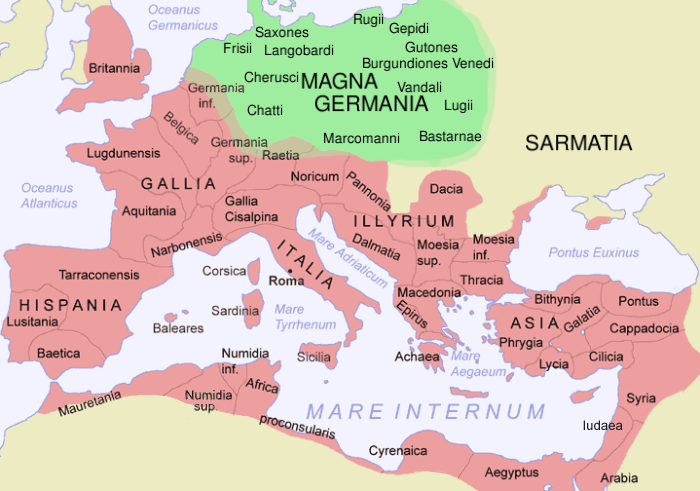
En karta över Romarriket som visar Germanien.

Det antika Germanien har beskrivits av Julius Caesar där han beskriver germanerna som barbarer. Den mest detaljerade antika beskrivningen av Germanien är av den romerske författaren Tacitus år 98 i boken Germania. Tacitus beskriver Germaniens klimat och natur liksom de olika germanska folkstammarna. Även om boken inte kan sägas vara helt historiskt tillförlitlig i och med dess politiska budskap till sin samtid och i viss mån skönlitterära karaktär är den likväl historiskt viktig då den senare haft stor betydelse för inte minst tyskarnas självbild och framväxten av den nordeuropeiska nationalromantiken under 1800- och 1900-talen. I boken omnämns kortfattat en germansk folkstam, "Suiones", som av många anses liktydigt med "svear". Detta skulle vara första gången som svear omnämns i världshistorien.
Romarna delade geografiskt upp Germanien i tre delar: 
- Germania Magna eller Germania Libera, det stora eller fri Germanien, vilket avsåg de stora områden öster om Rhen som förblev fria utanför Romarriket.
- Germania Superior, romersk provins kring övre Rhen, ungefär motsvarande dagens Schweiz, Alsace och Baden-Württemberg.
- Germania Inferior, romersk provins kring nedre Rhen, motsvarande delar av dagens Belgien, Luxemburg, Nederländerna och Nordrhein-Westfalen.

Under kejsar Augustus försökte romarna militärt erövra Germanien öster om Rhen och infoga det i det romerska provinssystemet. Romersk militär nådde ända fram till floden Elbe, men Germanien förblev endast delvis pacificerat. Det romerska nederlaget vid slaget vid Teutoburgerskogen år 9 e. Kr innebar att romarna gav upp ambitionen att helt erövra Germanien varvid Rhen förblev en etnisk och kulturell gräns mellan romerskt och germanskt.